# Schlacht von Raydaniyya
Die Schlacht von Raydaniyya (arabisch معركة الريدانية; türkisch Ridaniye Muharebesi) in der Nähe von Kairo fand am 22./23. Januar 1517 zwischen dem Osmanischen Reich unter Sultan Selim I., dem Gestrengen und den Mamluken unter dem Sultan Tuman Bay statt.
Der osmanische Großwesir Hadım Sinan Pascha wurde in der Schlacht getötet. Nach der Schlacht von Mardsch Dabiq und der Besetzung Syriens im Januar 1517 rückten die Osmanen in Ägypten ein und besiegten die Mamluken am 23. Januar bei Raydaniyya vor Kairo. Die Stadt wurde danach in heftigen Straßenkämpfen von den Osmanen erobert. Nach einer weiteren Niederlage bei Gizeh geriet Tuman Bay in osmanische Gefangenschaft und wurde am 14. April 1517 hingerichtet. Dies bedeutete das Ende des Mamlukenreiches, auch wenn der Einfluss der Mamluken in Ägypten noch bis zum Anfang des 19. Jahrhunderts andauerte.